# Chronologie de la Bosnie-Herzégovine
Cette chronologie de l'Histoire de la Bosnie-Herzégovine nous donne les clés pour mieux comprendre l'histoire de la Bosnie-Herzégovine, l'histoire des peuples qui ont vécu ou vivent dans l'actuelle Bosnie-Herzégovine.

## Antiquité
- 330-395 :  Fin de l'Empire romain (uni), début de l'Empire romain d'Orient
- 375-600 : Invasions barbares ou Mouvements migratoires de populations
  - 397-401 : Wisigoths
  - 454-535 : Ostrogoths
  - 510-580 : Lombards
  - 560-610 : Avars
- 650 : Migration des Slaves vers les Balkans

## Moyen Âge
- 1102: Domination hongroise.
- 1154-1377 : Banat de Bosnie
- 1167-1180 : Contrôle de Byzance.
- 1180-1204 : Domination de Kulin (ban).
- 1235-1241 : Croisade bosnienne (anti-Bogomiles)
- 1353-1391 : Règne de Stefan Tvrtko Ier de Bosnie (1338-1391)
- 1377-1463 : Royaume de Bosnie
- 1366 : Premières interventions ottomanes dans les Balkans.
- 1382-1386 : Acquisitions foncières des Ottomans en Bulgarie, Albanie et Serbie.
- 1389 : Bataille de la place du Kosovo.

## Vers l'époque moderne
- 1463 : Conquête de la Bosnie par Fatih Sultan Mehmet : entrée dans l'empire ottoman avec le statut de sanjak de la province de Rumeli.
- 1483: Conquête ottomane de l'Herzégovine.
- 1492: Installation dans les Balkans, principalement en Bosnie, de Juifs fuyant la persécution de l'Inquisition.
- 1583: La Bosnie obtient le statut d'État.
- 1699: Traité de Karlowitz : l'Empire des Habsbourg reprend la Hongrie.

## XVIIIesiècle
- 1789: La révolution française renforce les mouvements nationalistes en Europe.

## XIXesiècle
- 1804: Soulèvement de la noblesse serbe contre la domination ottomane.
- 1812: Reprise du contrôle ottoman sur la Serbie.
- 1878-1893 : Accession de la Bosnie à l'administration de l'Empire austro-hongrois (Traité de Berlin).

## XXesiècle
- 1er mars 1992 : indépendance de la Bosnie-Herzégovine.
- 1908 : Annexion de la Bosnie par l'Autriche.
- 1912-1913 : Guerres balkaniques.
- 1914 : Le prince héritier de l'empire austro-hongrois Franz Ferdinand et sa femme tués à Sarajevo par un nationaliste serbe nommé Gavrilo Princip : début de la Première Guerre mondiale.
- 1918 : La Bosnie fait partie du Royaume serbe-croate-slovène créé après la Première Guerre mondiale.
- 1921 : Le pouvoir du roi Alexandre et le changement du nom du pays en Yougoslavie (Pays des Slaves du Sud).
- 1929 : Efforts pour passer à la démocratie multipartite en Yougoslavie, mais sans succès.
- 1941 : la Bosnie entre sous l'administration de la «Croatie indépendante» déclarée par l'Allemagne. Le nationaliste croate Ustaşa, sous contrôle allemand, prend le relais. Les partisans et les Chetniks (nationalistes serbes) ont commencé une résistance contre l'Allemagne et l'administration Ustaşa.
- 1945 : Création par Josip Broz Tito de la nouvelle Yougoslavie, et fin de la Seconde Guerre mondiale.
- 1948 : Expulsion de la Yougoslavie du Kominform à la suite d'un différend entre Tito et Staline.
- 1974 : Octroi du statut ethnique aux musulmans au YFSC.
- 1980 : Mort de Tito.
- 1990 : Élection de Slobodan Milosevic à la présidence de la Serbie. Explosion des mouvements nationalistes serbes.
- 1991 : Séparation de la Slovénie et de la Croatie de la Yougoslavie. Attaque de l'armée yougoslave, contrôlée par Belgrade. Embargo sur les armes imposé par les Nations unies à l'ex-Yougoslavie.
- 1992 : Après un référendum, la Bosnie-Herzégovine déclare son indépendance et est reconnue internationalement comme un État souverain. Les Serbes de Bosnie proclament la République de Srpska, marquant le début de la  guerre de Bosnie. L’ONU installe à Sarajevo le siège de la FORPRONU pour empêcher l'extension des conflits croates à la Bosnie-Herzégovine. La Serbie, poursuivant son projet de "Grande Serbie", soutient les nationalistes serbes de Bosnie et, grâce à la JNA transformée en armée serbe, les Serbes occupent dès les premiers mois de la guerre plus de 60 % du territoire bosnien.
- 1993 : Le plan Vance-Owen, qui propose une division de la Bosnie en cantons ethniques, est rejeté par les Serbes de Bosnie. Faiblement armée, la Bosnie risque la désintégration, d'autant que les nationalistes croates envisagent également une partition entre la Serbie et la Croatie. Les affrontements entre Bosniaques et Croates éclatent. L'OTAN impose une zone d’exclusion aérienne aux avions serbes au-dessus de la Bosnie. L’ONU désigne six zones de sécurité pour les civils bosniaques.
- 1994 : Croates et Bosniaques signent un accord mettant fin à leur conflit. L'OTAN adresse un ultimatum aux Serbes pour retirer leur artillerie des zones protégées par l’ONU, notamment Sarajevo. Face à la persistance des bombardements serbes, l'OTAN lance des frappes sur des cibles stratégiques serbes, notamment des aéroports et dépôts d'armes.
- 1995 : Les massacres et le nettoyage ethnique culminent avec le génocide de Srebrenica, où des milliers de Bosniaques sont exécutés par les forces serbes, un crime reconnu plus tard par le TPIY et la CIJ. Les avancées militaires des forces bosniaques et croates, combinées à l’intensification des frappes aériennes de l’OTAN, ont contraint les Serbes à accepter un cessez-le-feu. La guerre prend fin avec la signature des Accords de Dayton le 14 décembre, confirmant l'intégrité de l'État bosnien tout en instituant une division administrative interne. Le maintien de la paix est transféré de l'ONU à l'OTAN, avec le déploiement de l’IFOR, une force de 60 000 soldats chargée d’appliquer les aspects militaires de l’accord.
- 1996 : SFOR (Force de stabilisation de 17 700 personnes) avec moins de personnel remplacé par l'IFOR. Mise en service du Bureau du Haut Représentant (OHR-Bureau du Haut Représentant) chargé de la mise en œuvre des aspects civils de l'Accord de paix de Dayton. Puis élection des trois premiers membres du Conseil présidentiel de Bosnie-Herzégovine: Aliya Izetbegovic (membre bosniaque), Kircimir Zubak (membre croate), Momchilo Krayishnik (membre serbe).
- 1997 : le 4 février, transfert de la région controversée de Brcko dont le statut n'est pas réglementé par le traité de paix de Dayton à l'administration internationale.
- 1998 : 22 juin, activation du Mark convertible (KM), la monnaie de la Bosnie-Herzégovine.

## XXIesiècle
- 2001 : Soumission de Slobodan Milosevic, l'un des accusés recherchés par l'ancienne Cour pénale internationale de Yougoslavie, à un procès pour crimes en Bosnie-Herzégovine, au Kosovo et en Croatie.